# Vajnorská (Bratislava)
Vajnorská je ulice ve východní části Bratislavy, na rozhraní městských částí Ružinov a Nové Město. Je to jeden z hlavních dopravních tahů ve východní části města. Začíná u paláce Istropolis na Trnavském mýtě, pokračuje okolo nákupního centra Polus City Center u jezera Kuchajda a končí na spojnici s ulicí Cesta na Senec. V centrální části ulice je vedena tramvajová trať.
Svůj název má podle obce Vajnory, kterou spojuje se zbytkem Bratislavy. Prochází průmyslovou oblastí, která se rozkládá v severovýchodní části slovenské metropole.